# Kebedech Seyoum
Kebedech Seyoum (Ge'ez: ከበደች ስዩም) est une résistante éthiopienne née vers 1910, et morte en 1976, qui a combattu les troupes italiennes pendant l'occupation de l'Éthiopie.
Elle est mariée au dejazmach Abera Kassa, fils du ras Kassa Haile Darge, petit-fils du ras Darge Sahle Selassie, dont elle a trois enfants dejazmachs Amha Abera, Amde Abera et Tariku Abera.
Elle entre en résistance lorsqu'elle apprend, quelques jours après avoir accouché, que son mari a été exécuté par les troupes mussoliniennes. Elle réussit à réunir une armée sous son propre commandement avec laquelle elle entre en confrontation avec les armées italiennes à quatorze reprises avant de se replier au Soudan.
L'écrivain italo-éthiopienne Gabriella Ghermandi écrit notamment à son sujet :

« Ils disent qu'elle est un meilleur chef que les hommes. Un combattant sans égal. Ses hommes la vénèrent. Chaque embuscade de son armée se conclut dans une victoire, et à chaque victoire les paysans et ceux des Selale laissent leurs terres pour s'unir à elle. Les Italiens la cherchent, la cherchent, mais ils n'ont encore pas réussi à la capturer" »

— Gabriella Ghermandi, "Regina di fiori e di perle", 2007
Kebedech Seyoum a donné son nom à un laboratoire féministe créé à Rome en février 2008, le Laboratorio femminista Kebedech Seyoum, particulièrement consacré à la place des femmes dans la lutte anti-fasciste.